# Ion Oblemencostadion (1967)
Het Ion Oblemencostadion (Roemeens: Stadionul Ion Oblemenco) is een voetbal- en atletiekstadion in de Roemeense stad Craiova. Het is het thuisstadion van voetbalclub Universitatea Craiova. Het Ion Oblemencostadion is gebouwd in 1960 en heeft een capaciteit van 27.915 plaatsen. Er zijn zowel staan- als zitplaatsen. Het stadion werd gesloten in 2014. Er werd een nieuw stadion geopend.

## Galerij

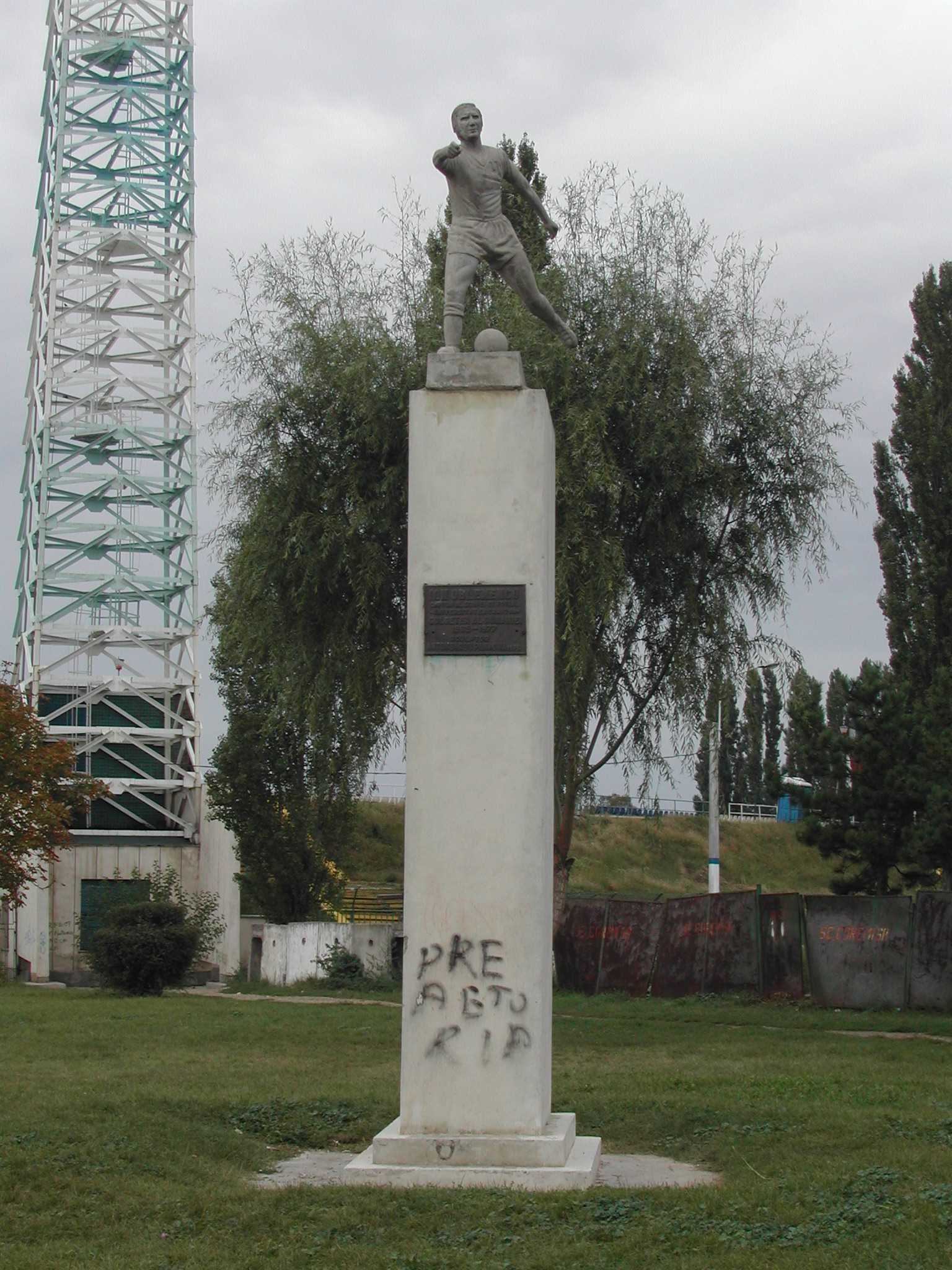
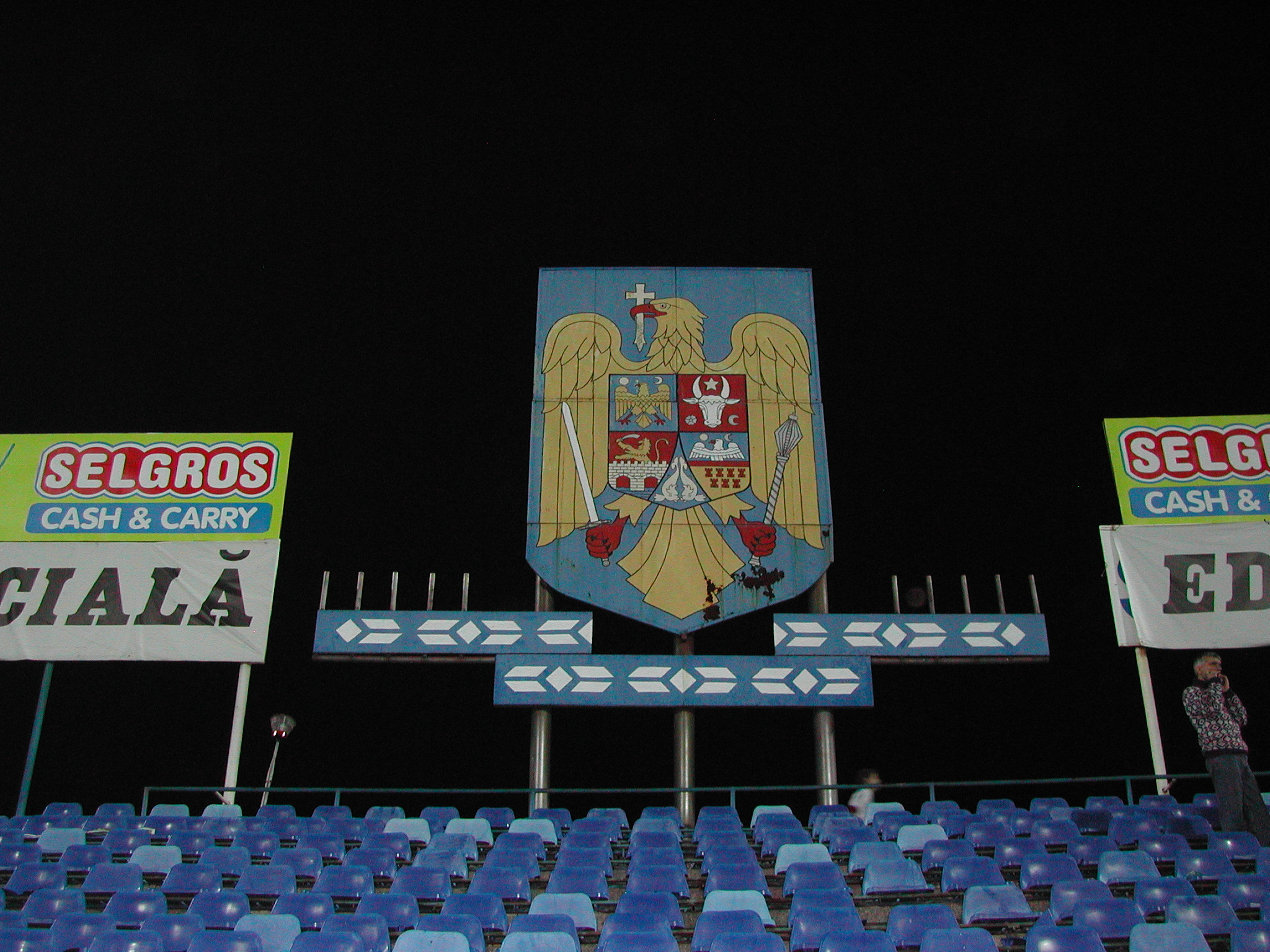
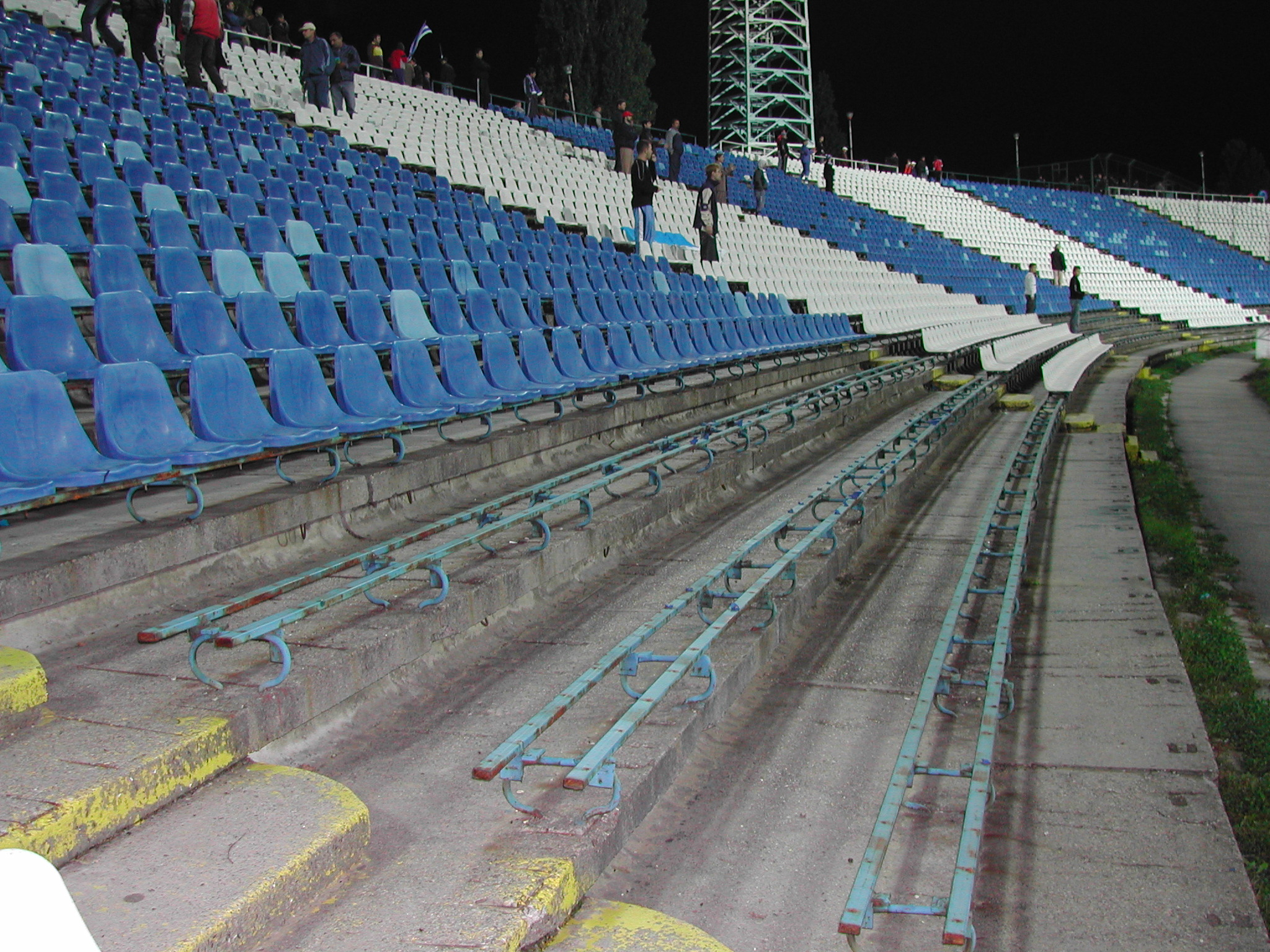
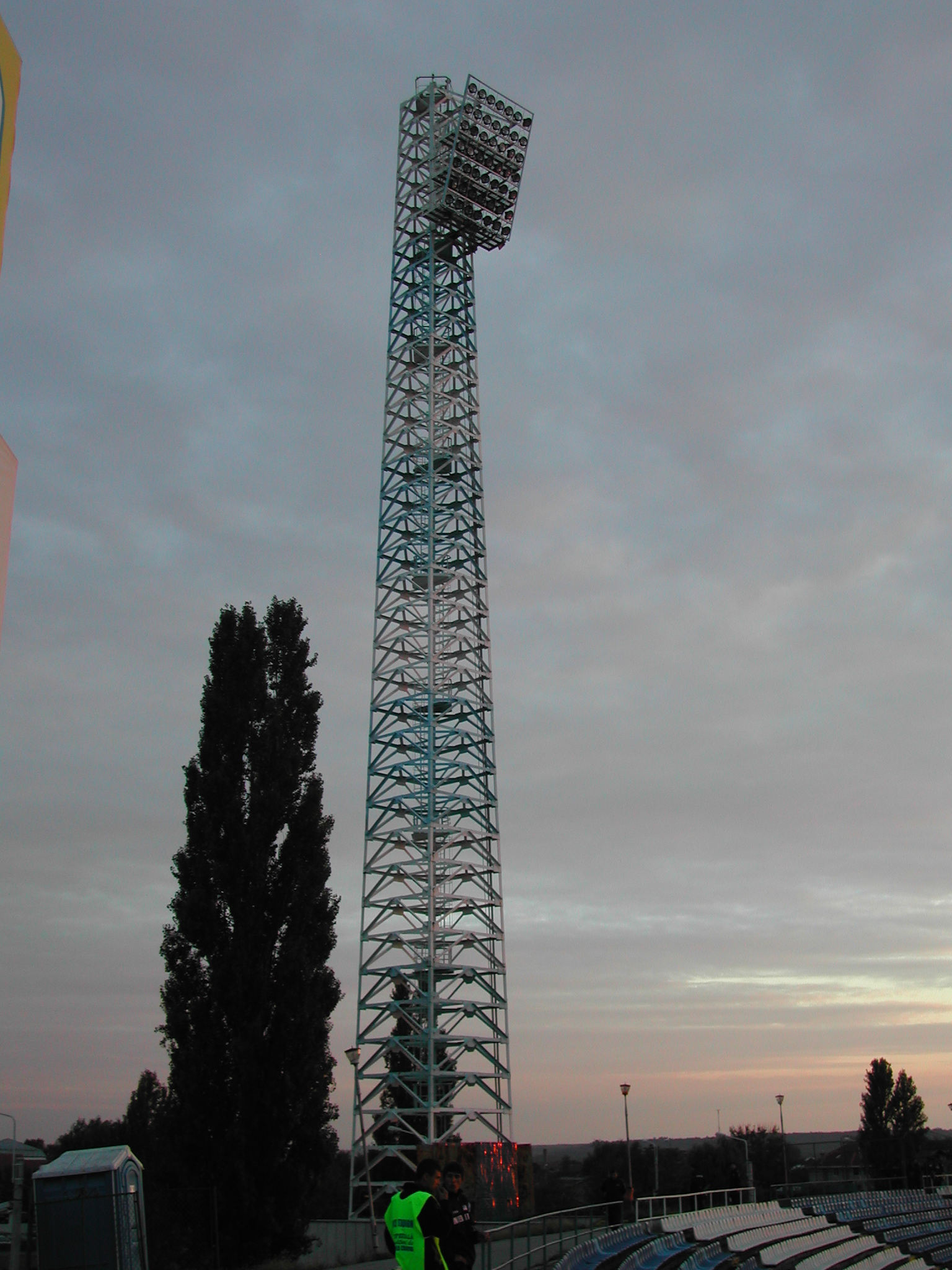
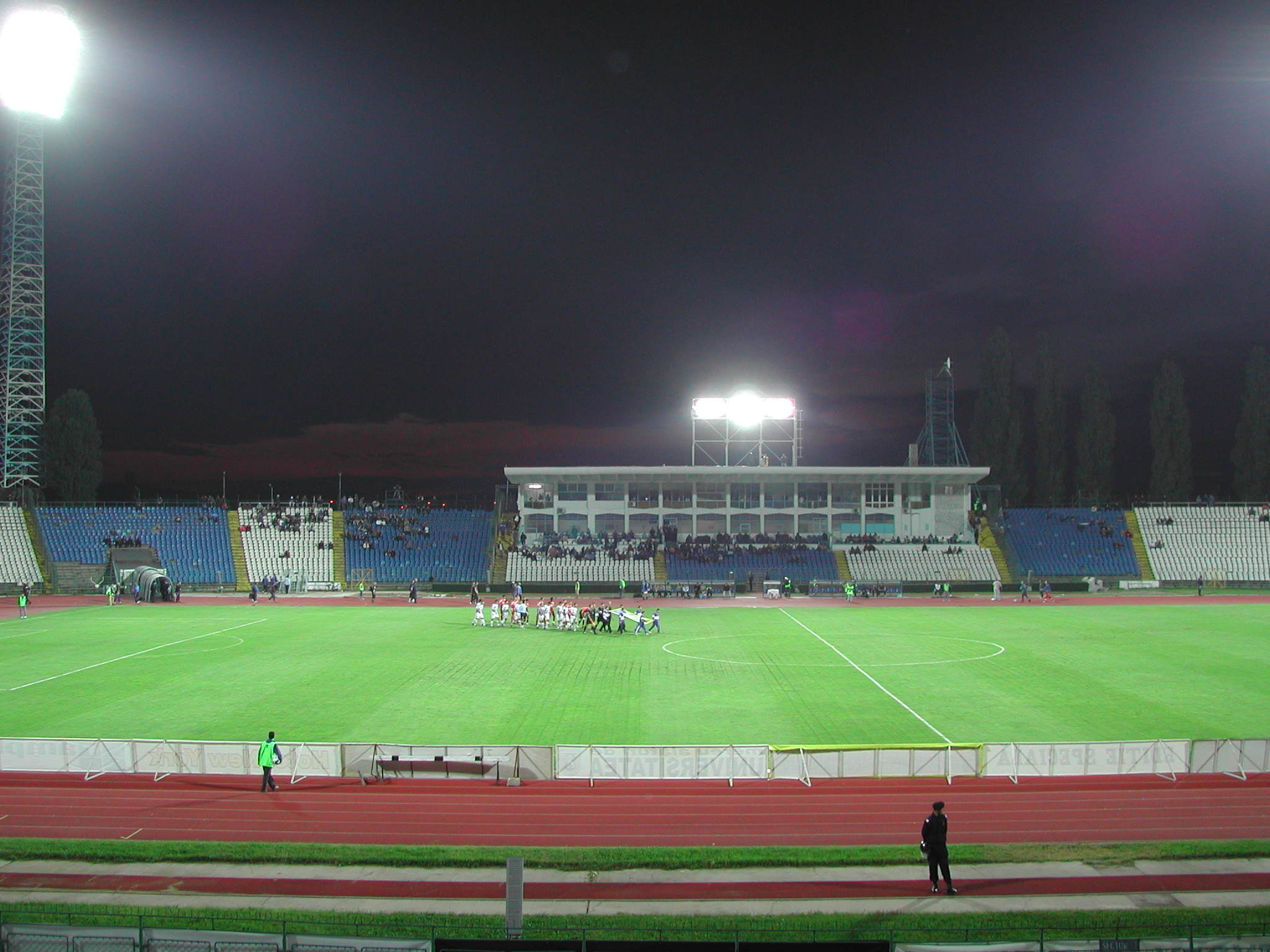
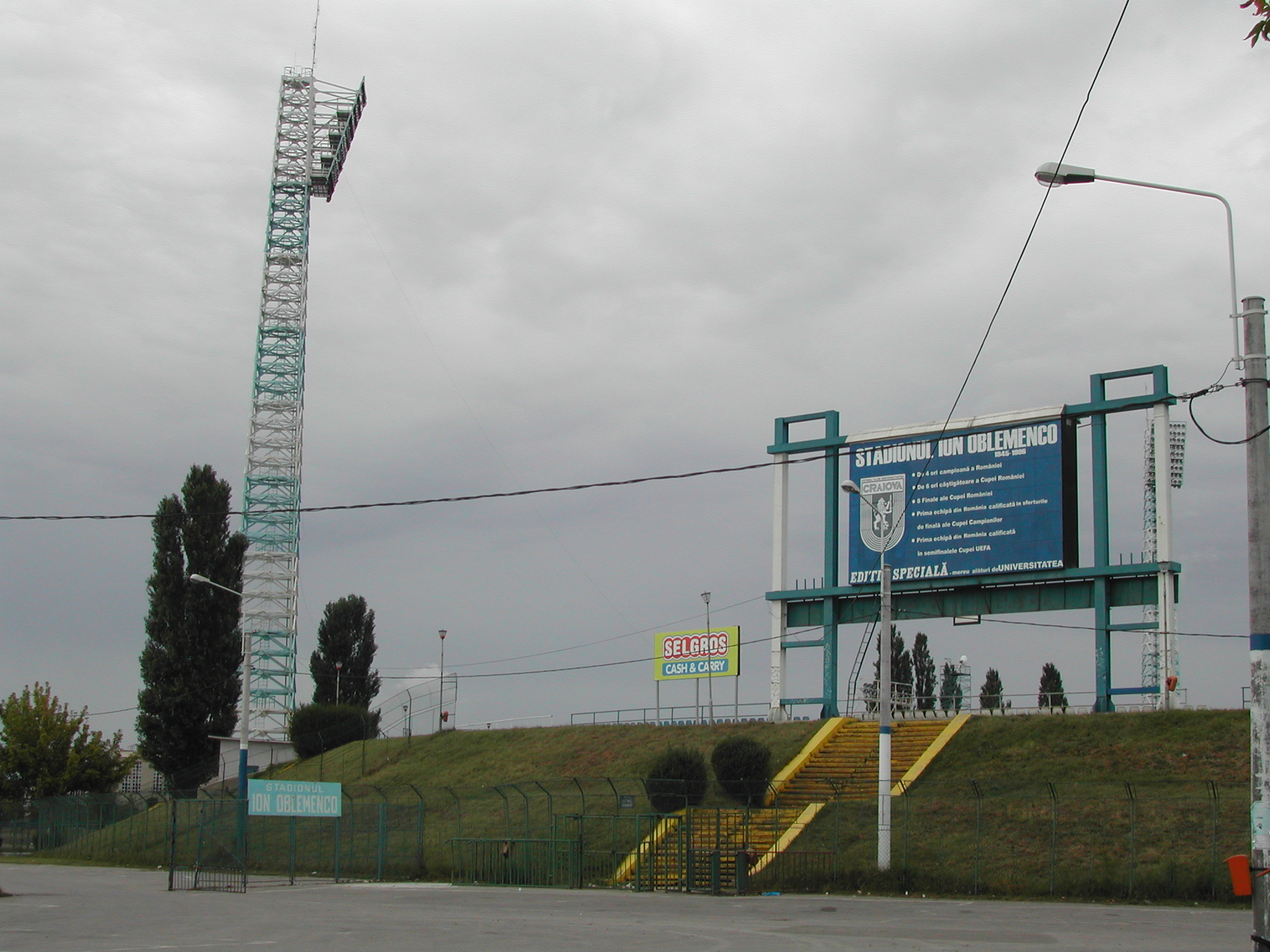
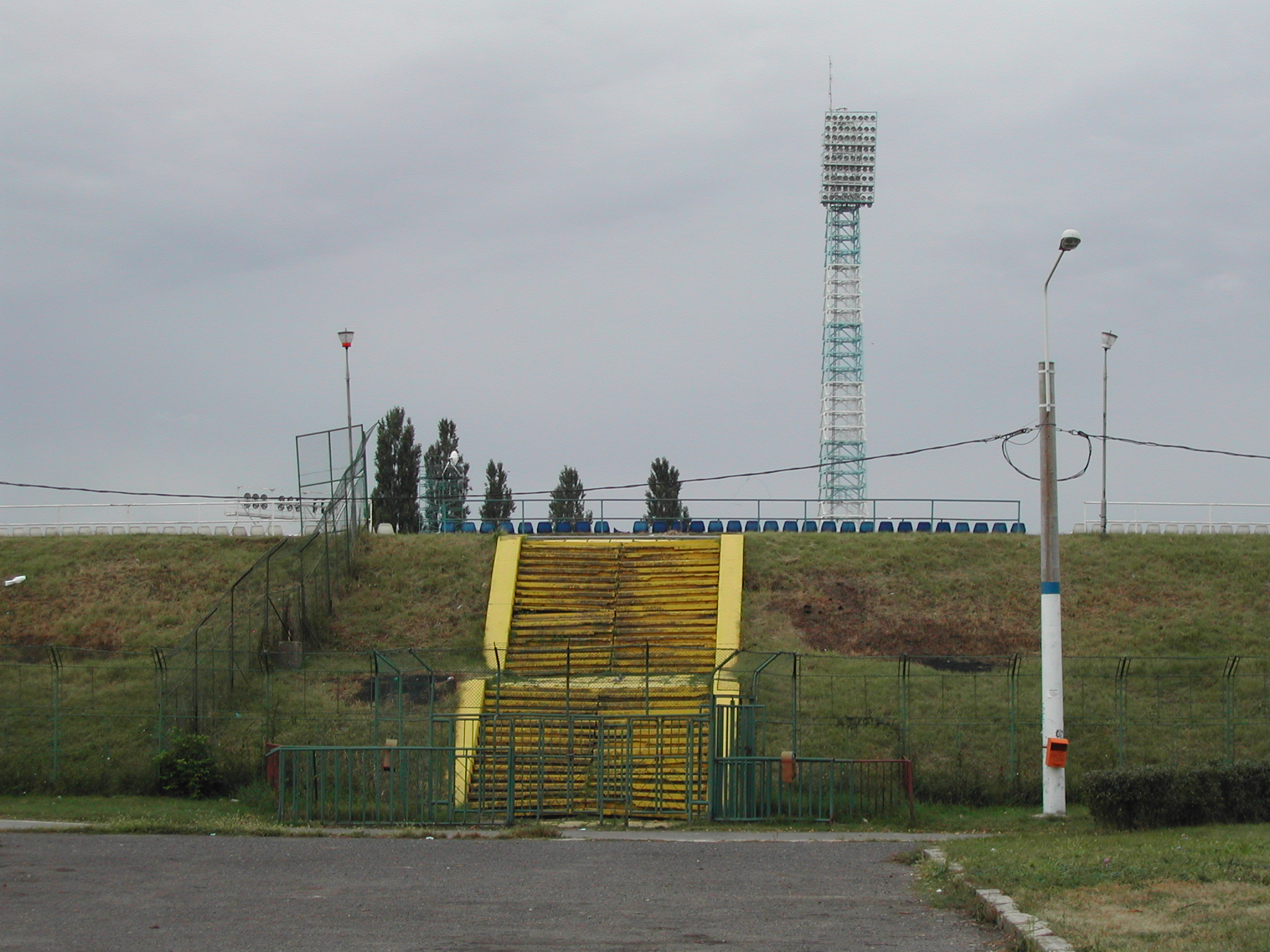
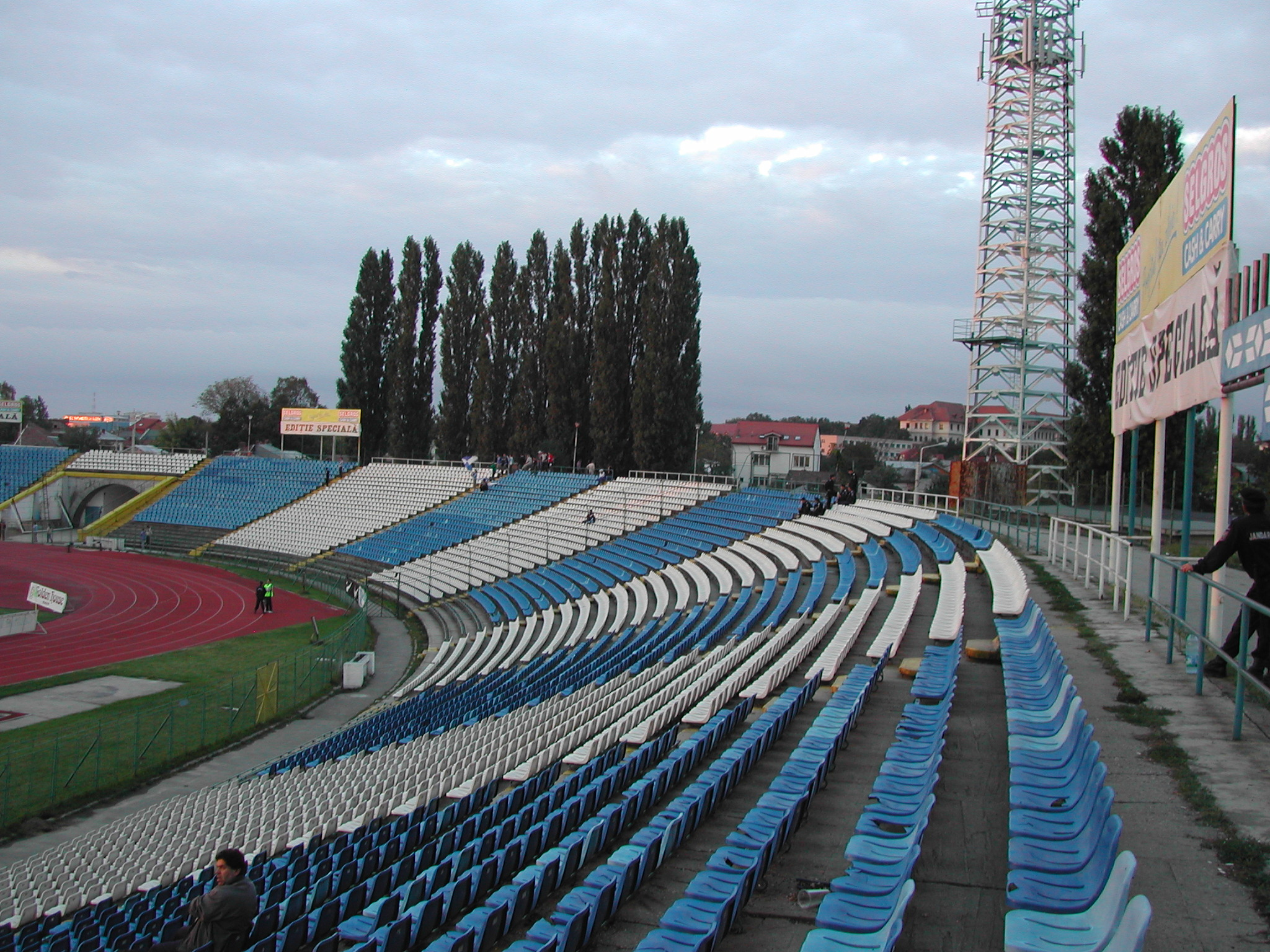
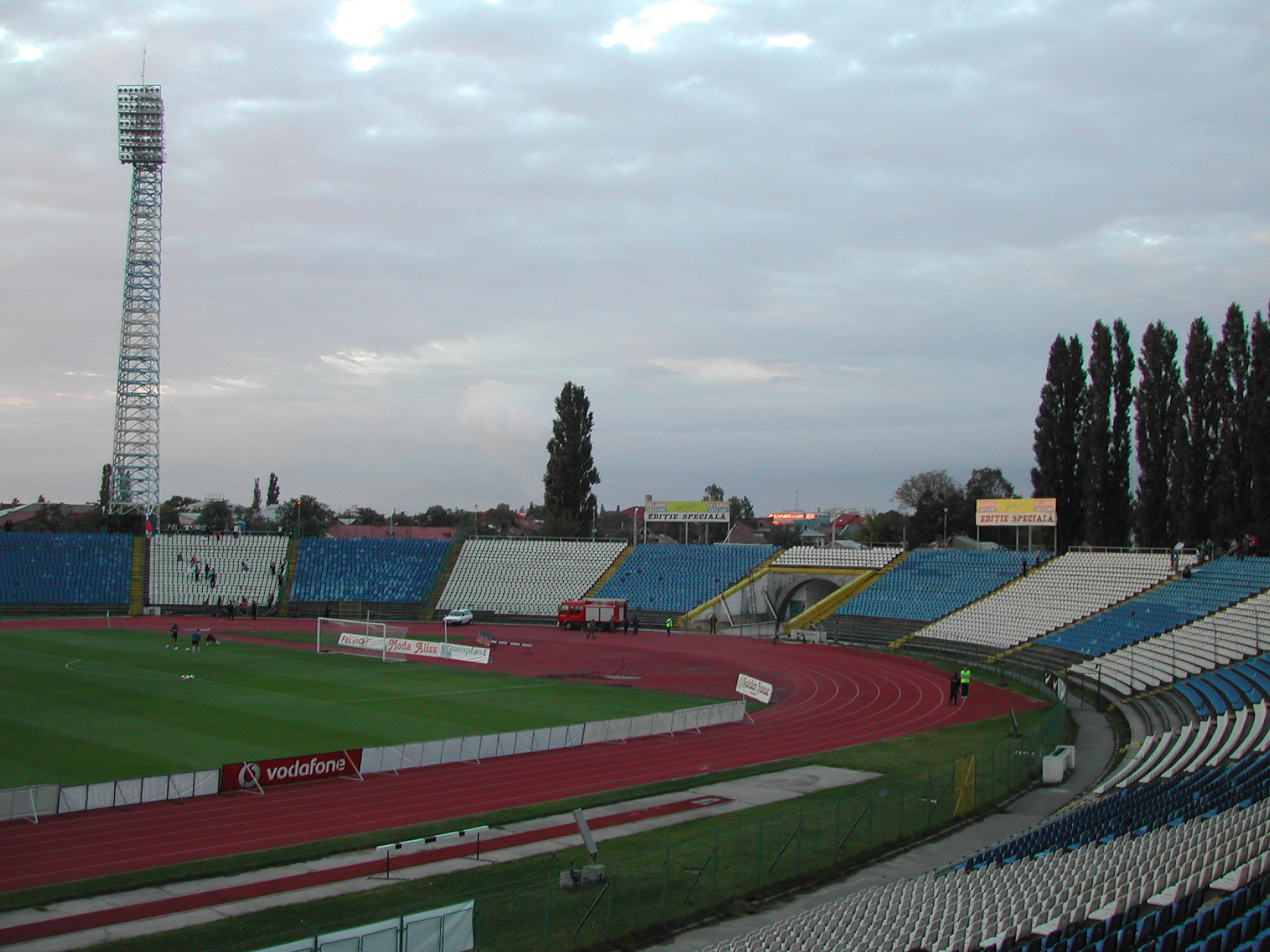